# Les Mayfield
Les Mayfield (Albuquerque, 30 novembre 1959) è un regista e produttore televisivo statunitense.
Si è laureato alla University of Southern California alla scuola di cinema e televisione. Nel 1992 ha vinto il premio dell'International Documentary Association per Hearts of Darkness: A Filmmaker's Apocalypse, con George Zaloom. È il regista che ha girato Gli ultimi fuorilegge.

## Filmografia parziale

### Regista
- Il mio amico scongelato (Encino Man) (1992)
- Miracolo nella 34ma strada (Miracle on 34th Street) (1994)
- Flubber - Un professore tra le nuvole (Flubber) (1997)
- Da ladro a poliziotto (Blue Streak) (1999)
- Gli ultimi fuorilegge (American Outlaws) (2001)
- The Man - La talpa (The Man) (2005)
- Nome in codice: Cleaner (Code Name: The Cleaner) (2007)